# Katarzyna Skórska
Katarzyna Barbara Skórska (ur. 1980) – polska tłumaczka, italianistka, literaturoznawczyni, adiunkt w Katedrze Italianistyki Uniwersytetu Warszawskiego. 

## Życiorys
W 2004 roku ukończyła studia filologiczne na Uniwersytecie Warszawskim. W 2013 doktoryzowała się tamże w zakresie literaturoznawstwa na podstawie napisanej pod kierunkiem Joanny Ugniewskiej-Dobrzańskiej dysertacji Colmare l’incolmabile: maschere della melancolia nella prima narrativa di Paola Capriolo (Wypełnić się nie da – maski melancholii we wczesnej prozie Paoli Capriolo). 
Specjalizuje się w tłumaczeniach m.in. prozy, eseju, literatury faktu, tekstów naukowych, jak również komiksów. Przekładała m.in. teksty Dina Buzzatiego, Piera Paola Pasoliniego, Guida Morsellego i Michele Mariego. 
Mieszka i pracuje w Warszawie oraz na terenie Szwajcarii.

## Tłumaczenia i nagrody
Do przetłumaczonych przez nią dzieł należą m.in.:

### Literatura
Źródło.
- Italo Calvino, Baśnie włoskie, 2013[5], (18 baśni i wstęp I. Calvina)
- Roberto Salvadori, Moda i nowoczesność, 2015 (wespół z Haliną Kralową)[6],
- Melania Mazzucco(inne języki), Limbo, 2015, tłumaczenie wyróżnione Nagrodą Literacką im. Leopolda Staffa, 2016,
- Daria Bignardi(inne języki), Miłość, na jaką zasługujesz, 2016,
- Roberto Salvadori, Piękno i bogactwo, 2017 (wespół z Haliną Kralową),
- Domenico Starnone(inne języki), Psikus, 2018,
- Dino Buzzati, Poemat w obrazkach, 2019,
- Pier Paolo Pasolini, Ulicznicy, 2021, tłumaczenie wyróżnione Nagrodą Literacką im. Leopolda Staffa, 2022[7],
- Helena Janeczek, Fotografka, 2021,
- Domenico Starnone(inne języki), Wyznanie, 2021,
- Valeria Parrella, Za otrzymane łaski, 2021.

### Filmy
Źródło.
- Wałęsa. Człowiek z nadziei (reż. Andrzej Wajda), napisy włoskojęzyczne na Międzynarodowy Festiwal Filmowy w Wenecji, 2013,
- Powidoki (reż. Andrzej Wajda), napisy i materiały promocyjne włoskojęzyczne na Festiwal Filmowy w Rzymie, 2016,
- Oni, reż. Paolo Sorrentino, napisy, 2018,
- Zdrajca, reż. Marco Bellocchio, napisy, 2019.